# At the Beeb
At the Beeb je výběrové, v celkovém pořadí sedmnácté album britské skupiny Queen, které bylo vydáno v roce 1989. Ve Spojených státech amerických vydání proběhlo až v roce 1995 pod názvem Queen at the BBC.
Toto album bylo nahránoé během dvou návštěv skupiny Queen v pořadu BBC Radio 1 Sound of the 70s. První čtyři písničky byly nahrány 5. února 1973, zbytek 3. prosince 1973.
Všechny písně, až na „Ogre Battle“, se objevily na desce Queen, Zmíněná „Ogre Battle“ je z desky Queen II.

## Seznam skladeb
- První strana:

1. „My Fairy King“ (Freddie Mercury)
2. „Keep Yourself Alive“ (Brian May)
3. „Doing All Right“ (Brian May/Tim Staffell)
4. „Liar“ (Freddie Mercury)

- Druhá strana:

1. „Ogre Battle“ (Freddie Mercury)
2. „Great King Rat“ (Freddie Mercury)
3. „Modern Times Rock 'n' Roll“ (Roger Taylor)
4. „Son and Daughter“ (Brian May)